# Matsumoto Shigeharu

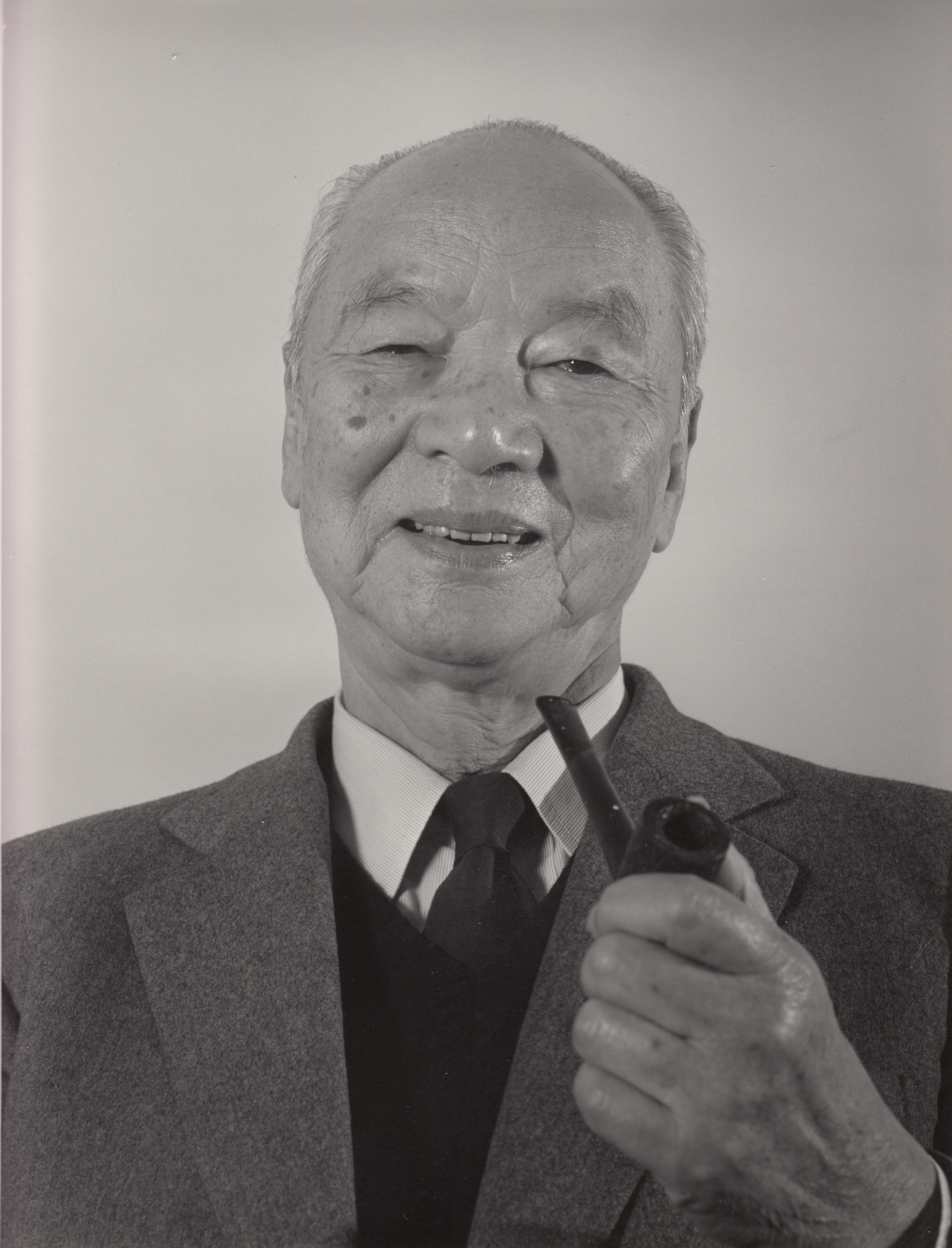
Matsumoto Shigeharu

Matsumoto Shigeharu (japanisch 松本 重治; geboren 2. Oktober 1899 in Osaka; gestorben 10. Januar 1989 in Tokio) war ein japanischer Journalist.

## Leben und Wirken
Matsumoto Shigeharu machte 1923 seinen Studienabschluss im Fach Jura an der Universität Tokio. Danach bildete er sich an der Yale-Universität im Fach mathematische Ökonomie und an der Universität von Wisconsin sowie an der Universität Wien im Fach Ideengeschichte der Wirtschaftslehre weiter. 1927 kehrte er zurück und heiratete eine Enkelin des Politikers Matsukata Masayoshi. 1933 wurde Matsumoto Leiter des Büros der Japan Associated Press in China, wo er Erster über den Zwischenfall von Xi’an berichten konnte.
Nach dem Zweiten Weltkrieg unterstützte Matsumoto die Errichtung des International House of Japan, ein hotelartiges Gästehaus mit Bibliothek, das den internationalen Kulturaustausch ermöglichen sollte. Matsumoto wurde der erste Direktor. Er wirkte dort von 1965 bis 1989. Ab 1952 wirkte er 16 Jahre als Vorsitzender der „Japanese Association for America Studies“ (アメリカ学会、Amerika Gakkai). 1976 wurde er als Person mit besonderen kulturellen Verdiensten ausgezeichnet, 1979 erhielt er die „Japan Foundation Award“ und 1980 den Ramon-Magsaysay-Preis für „Peace and International Understanding“.
Seine Erinnerungen an seine Zeit als Journalist in China publizierte Matsumoto 1975 in drei Bänden unter dem Titel „Shanhai jidai“ (上海時代), „Die Zeit in Schanghai“. Im Buch „Konoe jidai“ (近衛時代) „Die Zeit mit Konoe“ aus dem Jahr 1987 beschreibt sein Wirken als außenpolitischer Berater des Ministerpräsident Konoe Fumimaro (1891–1945).